# Lori Grimes
Lori Grimes è un personaggio della serie a fumetti The Walking Dead e fu interpretato da Sarah Wayne Callies nella serie televisiva statunitense omonima nelle prime tre stagioni dello show. In entrambe le versioni, lei è la moglie del protagonista Rick Grimes e la madre di Carl. Con lo scoppio dell'apocalisse zombie inizia una relazione con il collega di Rick, Shane Walsh credendo che il marito sia morto.

## Biografia del personaggio

### Fumetto
Lori Grimes è una casalinga della media borghesia che vive in Cynthiana, Kentucky. Allo scoppio dell'epidemia, lei e suo figlio Carl vengono evacuati dalla città con l'aiuto di suo marito in veste di vice sceriffo e del suo collega e migliore amico Shane Walsh. Convinta della morte del marito e affranta per il senso di colpa di averlo abbandonato (per permettergli di svolgere il suo lavoro di vice sceriffo in un momento così pericoloso), inizierà una relazione con Shane Walsh del quale si innamora. Le cose si complicano quando Rick si presenta miracolosamente a loro campeggio. Lori scoprirà di essere incinta, tuttavia manterrà la notizia segreta fino alla morte di Shane (non essendo certa chi attribuire la reale paternità tra Rick e Shane).
Lori affronta le problematiche tipiche della gravidanza come stanchezza e sbalzi d'umore durante i primi mesi della gravidanza. Ritroverà una relativa stabilità con l'occupazione da parte del suo gruppo della prigione abbandonata che offrirà riparo dai pericoli, oltre che i comfort come docce, servizi e approvvigionamenti.
In prigione approfondirà il legame di amicizia con Carol Peletier, che la assisterà durante il parto di Judith Grimes.
Durante le fasi finali dell'assalto alla prigione guidata dal Governatore, Lori viene uccisa con un colpo di fucile alla schiena, che procurerà la morte anche di Judith rimasta schiacciata sotto il suo peso.
La morte di Lori e Judith lascia Rick e Carl sgomenti, Rick soffrirà di spaventose allucinazioni, sia visive che uditive, che raggiungeranno l'apice con conversazioni telefoniche con la defunta moglie.

### Serie televisiva

#### Prima stagione
Dopo che il marito Rick è rimasto in coma durante l'evacuazione per lo scoppio dell'epidemia, Lori credendolo morto, si allaccia una relazione Shane Walsh, collega e migliore amico di suo marito. Vengono aiutati da Carol Peletier e la sua famiglia sulla strada verso Atlanta (dove si insedieranno nei pressi di una cava abbandonata). Durante la permanenza nell'accampamento Rick si presenta miracolosamente sano e salvo e Lori si sente in colpa per averlo tradito in questo tempo. Interrompe immediatamente la storia con Shane portando rivalità tra i due amici. Nel quarto episodio della prima stagione (Vatos) un gruppo di zombi invade l'accampamento uccidendo e ferendo gran parte del gruppo. Si rendono conto che la cava non è più una zona sicura e intraprendono un viaggio per raggiungere luoghi più sicuri. Nel tragitto Shane depresso e ubriaco tenta di riconquistare Lori con l'uso della forza, ma lei riesce a respingerlo.

#### Seconda stagione
La ricerca di un luogo sicuro viene ostacolata da una mandria di zombi in cui si imbattono mentre attraversano l'autostrada. Il gruppo si nasconde dove può, chi nel camper, chi sotto le auto, ma la figlia di Carol Peletier, Sophia Peletier scappa allontanadosi dal gruppo. Durante la sua ricerca (nell'episodio Sangue del mio sangue) si imbattono in una fattoria dove fanno la conoscenza di Hershel Greene un veterinario, e la sua famiglia . Nel frattempo Lori tenta di fermare la gravidanza con delle pillole, sentendosi in colpa per via della relazione con Shane. Confessa tutto a Rick che anche se a malincuore la perdona per il tradimento e accetta la gravidanza a prescindere dalla paternità del bambino. Shane venuto a conoscenza che Lori è incinta è intenzionato a uccidere Rick e lo conduce in un luogo isolato, inizia una colluttazione tra i due ma Rick avrà la meglio uccidendo a malincuore il suo ormai ex amico Shane. Prima di morire Shane aveva aperto il fienile liberando alcuni zombi che erano intrappolati, tra questi si scopre esserci Sophia Peletier, figlia di Carol, che era scomparsa alcuni giorni prima.

#### Terza stagione
Lori dopo tutti gli avvenimenti vissuti cade in paranoia per il futuro bambino. Darà alla luce Judith Grimes durante la permanenza nella prigione, ma morirà subito dopo il parto (suo figlio Carl si occuperà di sparare in testa al suo cadavere per evitare che si rianimi come zombie).
Rick troverà uno zombie nella sala caldaie della prigione che sembra essersi divorato il corpo di Lori, cosa che farà rimanere Rick profondamente sconvolto, a tal punto da avere numerose visioni della moglie morta fino addirittura ad essere convinto di poter parlare con lei tramite un telefono presente in una sala della prigione.